# Scandal (7.ª temporada)
A sétima e última temporada da série de televisão dramática americana Scandal foi encomendada em 10 de fevereiro de 2017 pela ABC. Mais tarde foi anunciado que a sétima temporada seria a temporada final de Scandal. A temporada começou a ser exibida em 5 de outubro de 2017, e consistiu em 18 episódios, adicionando a contagem total de episódios do programa a 124 episódios. O membro do elenco George Newbern foi promovido para um papel regular depois de ser um membro recorrente do elenco nas últimas seis temporadas. A temporada foi produzida pela ABC Studios, em parceria com a ShondaLand Production Company; a showrunner é Shonda Rhimes.
A temporada se concentra em Olivia Pope e em sua nova posição como Chefe de Gabinete da Presidente Mellie Grant e no Comando da B613. Também descreve Quinn Perkins como chefe de sua empresa de gerenciamento de crises, Quinn Perkins & Associates, e sua equipe, bem como funcionários da Casa Branca em Washington, D.C., em seus esforços para lidar e conter escândalos políticos. A sétima temporada teve doze regulares da série, onze deles voltando da temporada anterior, dos quais seis fazem parte do elenco original de oito regulares da primeira temporada. A temporada foi ao ar nas noites de quinta-feira, às 21h até o episódio 15, do episódio 16 ao 18 foi exibida no antigo horário, quinta-feira às 22h.

## Enredo
Olivia Pope tem uma nova posição, como Chefe de Gabinete da Presidente Mellie Grant, e também está no Comando da B613. Olivia passa sua firma, a OPA, para Quinn Perkins como sua empresa de gerenciamento de crises, Quinn Perkins & Associates que com esforços lidam para conter escândalos políticos.
Mellie Grant assume oficialmente seu posto como presidente dos Estados Unidos. A OPA, "Olivia Pope & Associados", se tornou QPA, "Quinn Perkins & Associados". Abby se junta à "Quinn Perkins & Associados" como o braço direito de Quinn e a ajuda a gerir os negócios da empresa. Quinn está grávida de Charlie. Olivia resolve se tornar a mais nova chefe da B613 – antigo cargo de seu pai, Rowan Pope.
Mellie mantem Olivia como aliada e mais perto do que nunca. O ex-presidente, Fitz, retoma seu romance com Olivia, mas também se reaproxima da ex-mulher. Rowan confessa a existência do B613.

## Elenco e personagens
| - Kerry Washington como Olivia Pope - Scott Foley como Jacob "Jake" Ballard - Darby Stanchfield como Abigail "Abby" Whelan - Katie Lowes como Quinn Perkins - Guillermo Diaz como Diego "Huck" Muñoz - Jeff Perry como Cyrus Beene - Joshua Malina como David Rosen - Bellamy Young como Melody "Mellie" Grant - Joe Morton como Rowan "Eli" Pope - George Newbern como Charlie - Cornelius Smith Jr. como Marcus Walker - Tony Goldwyn como Fitzgerald "Fitz" Thomas Grant III | - Jay Hernandez como Curtis Pryce - Faran Tahir como President Rashad - Shaun Toub como Ambassador Marashi - Dean Norris como Fenton Glackland - Whitney Hice como Hannah - Michael O'Neill como Lonnie Mencken - Viola Davis como Annalise Keating | - Bess Armstrong como Diane Greenwald - Caroline Day como Lucy Riccio - Medalion Rahimi como Yasmeen - Aja Naomi King como Michaela Pratt - Tom Irwin como Spivey - Khandi Alexander como Maya Lewis - Jessalyn Gilsig como Vanessa Ballard - Kate Burton como Sally Langston - Gregg Henry como Hollis Doyle - Tom Amandes como Samuel Reston - Brian Letscher como Tom Larsen |

## Episódios
| N.º na série | N.º na temp. | Título                           | Dirigido por        | Escrito por                                     | Exibição original      | Audiência (milhões) |
| --- | ------------ | -------------------------------- | ------------------- | ----------------------------------------------- | ---------------------- | ------------------- |
| 107 | 1            | "Watch Me"                       | Jann Turner         | Shonda Rhimes                                   | 5 de outubro de 2017   | 5.52                |
| O episódio começa com uma montagem que descreve a morte de Luna e a ascensão de Cyrus à vice-presidência. Jake ainda tem uma posição no gabinete e ainda está com Olivia. Olivia trabalha com Cyrus e Mellie para aprovar uma lei que oferece educação universitária gratuita aos cidadãos americanos, enquanto a equipe da QPA luta para encontrar seu primeiro cliente. O relacionamento descomprometido de Olivia e Jake se torna extravagante quando o poder sobe à cabeça de Olivia e ela começa a tratá-lo como um empregado. Cyrus pensa em se tornar o próximo presidente, mas suas ideias desaparecem depois que Mellie declara quão grata ela é por tudo que ele fez. Olivia é entrevistada por Curtis Pryce e os dois acabam em um caso. Mellie lida com uma situação em que um agente da CIA dos EUA está sendo mantido por terroristas em Bashran. Grant não consegue convencer o embaixador Marachi, e Olivia o ameaça em troca do retorno do cidadão ao solo americano. |              |                                  |                     |                                                 |                        |                     |
| 108 | 2            | "Pressing the Flesh"             | Tony Goldwyn        | Matt Byrne                                      | 12 de outubro de 2017  | 5.00                |
| A Casa Branca prepara um jantar para receber o Presidente de Bashran, durante o qual Mellie conversa com ele para tentar chegar a um acordo sobre a posse de armas nucleares em seu país através de um tratado. Olivia pede a Jake que investigue o presidente Rashad e ele descobre que Rashad enviou sua sobrinha para estudar em uma universidade nos Estados Unidos, o que soa completamente diferente do que ele defende em seu país cheio de pessoas antiamericanas. Olivia o ameaça com as informações, mas o presidente afirma ter esperado algo assim, dizendo que seu embaixador o avisara de que Olivia era "o diabo". A QPA recebe um convite para o jantar, onde eles tentam socializar com pessoas de alto nível e esperam reunir possíveis escândalos. Huck descobre que um dos militares no jantar é realmente um assassino, mas é parado por agentes, rapidamente aconselhados por Olivia, Huck e Abby. Mais tarde, Rashad revela a Mellie que os radicais de seu país podem ser responsáveis, convencendo-o a aceitar o tratado. Curtis Pryce também participa do jantar, e ele segue Olivia até que ela o peça para ir ao seu loft. Chegando lá, eles encontram Fitz, que está esperando Olivia.                                                       |              |                                  |                     |                                                 |                        |                     |
| 109 | 3            | "Day 101"                        | Scott Foley         | Zahir McGhee                                    | 19 de outubro de 2017  | 4.70                |
| Marcus pergunta a Fitz como ele gostaria que Olivia aparecesse em sua biblioteca presidencial. Fitz está frustrado com a ideia de sua Presidência ser reduzida a ele apenas como um homem que amava uma mulher. Depois de passar um tempo com Fitz, Marcus o acha mimado e intolerável. Marcus afirma que as realizações de Fitz são na verdade de Olivia. Ele está quase desistindo quando Mellie garante que ele está apenas passando pelos estágios de Fitz e a melhor parte ainda está por vir. Enquanto isso, Fitz recebe uma visita surpreendente de Rowan, que precisa de ajuda para lidar com Olivia. Rowan informa a Fitz que Olivia é o comando. Quando Olivia e Curtis chegam à porta de Olivia para passar a noite juntos, encontram Fitz esperando. |              |                                  |                     |                                                 |                        |                     |
| 110 | 4            | "Lost Girls"                     | Nicole Rubio        | Ameni Rozsa & Austin Guzman                     | 26 de outubro de 2017  | 4.88                |
| Na porta de Olivia, Fitz pede que ela o ajude com um projeto para encontrar meninas desaparecidas. Ela pede que ele entre em contato com a QPA - onde encontram problemas para identificar a garota-propaganda das meninas desaparecidas. Mais tarde, eles fazem com que uma das mães das meninas desaparecidas comece a fazer declarações públicas. Cyrus debate o que fazer com a pintura de Fenton Glackland, levando-o a devolvê-la. Com sua preocupação com a fome de poder de Olivia, Rowan a avisa que ela não pode ter tudo. Em uma cúpula, o primeiro ministro de Dacal não está disposto a trabalhar com Mellie ou Rashad. Mellie e Rashad tomam uma bebida juntos no oval e têm uma conexão romântica. - despertando as preocupações de Olivia. Bashran é golpeado, tirando a presidência de Rashad. Jake diz a Olivia que ela precisa escolher se é ou não Comando. Mellie quer enviar tropas para Bashran para ajudar Rashad, mas Olivia é contra. Jake dá a Olivia informações sobre o que Rowan está fazendo. |              |                                  |                     |                                                 |                        |                     |
| 111 | 5            | "Adventures in Babysitting"      | Oliver Bokelberg    | Serveriano Canales & Tia Napolitano             | 2 de novembro de 2017  | 4.89                |
| Olivia e Mellie empurram seu poder como nunca antes, apresentando um plano para colocar os dois grupos rebeldes Bashran uns contra os outros. Antes disso, Fitz revela a Mellie que Olivia está no comando e que ela matou a vice-presidente Luna Vargas. Apesar da revelação, Mellie segue o plano de Olivia na esperança de restaurar a paz com Bashran. Mellie exige que Fitz volte para Vermont, mas ele se recusa. Cyrus trabalha com uma aprovação do Congresso para declarar guerra em Bashran, enquanto a QPA mantém uma vigilância atenta à sobrinha do presidente Rashad, Yasmeen. Yasmeen e Rashad embarcam em um avião para retornar a Bashran, mas antes que possa decolar o avião explode. |              |                                  |                     |                                                 |                        |                     |
| 112 | 6            | "Vampires and Bloodsuckers"      | Jann Turner         | Chris Van Dusen & Tia Napolitano                | 9 de novembro de 2017  | 5.00                |
| Olivia informa Mellie da morte de Rashad, e ela imediatamente quer enviar tropas para Bashran. Glackland pressiona Cyrus para obter informações sobre o que está acontecendo na Casa Branca. Quinn se prepara para o casamento e depois se encontra com Olivia e a acusa de estar por trás da morte de Rashad. Huck se preocupa com o casamento de Quinn e Charlie, pois ele é padrinho e dama de honra. Enquanto isso, Quinn está desaparecida e Olivia está preocupada com o fato de Quinn contar que Olivia está por trás da morte de Rashad. Charlie insiste que Quinn não ficou com medo, então o QPA começa a procurá-la. Olivia e Jake trabalham para afastar a busca da QPA por Quinn, planejando culpar Glackland. Charlie, convencido de que Glackland tem Quinn, o captura e o tortura, mas Huck o interrompe antes que ele possa cortar o braço de Glackland. Mellie chama o novo regime em Bashran e diz que os Estados Unidos trabalharão com eles pela paz, nos termos de Mellie. Jake e Olivia olham para as imagens de Quinn chegando ao casamento, o que significa que ela não se comprometeu a construir um caso contra Olivia, mas que foi sequestrada.                                                                                               |              |                                  |                     |                                                 |                        |                     |
| 113 | 7            | "Something Borrowed"             | Sharat Raju         | Mark Fish                                       | 16 de novembro de 2017 | 4.97                |
| No jantar, Rowan revela a Olivia que ele tem Quinn, e quer trocar a vida de Quinn por sua liberdade e ossos de dinossauro. Marcus tenta convencer Mellie a trabalhar com a fundação de Fitz no encarceramento em massa. Durante uma disputa com sua filha, Rowan sai de sua sala e são ouvidos tiros, deixando Olivia acreditar que Quinn está morta. |              |                                  |                     |                                                 |                        |                     |
| 114 | 8            | "Robin"                          | Daryn Okada         | Juan Carlos Fernandez                           | 18 de janeiro de 2018  | 5.17                |
| Rowan tem um corpo em um carro que ele queima. Ele chama a polícia para denunciar um incêndio. QPA e Olivia descobrem a morte de Quinn. O DNA dela foi encontrado em um dente do incêndio do carro, junto com um pedaço queimado do vestido de noiva. Charlie quer que Quinn seja cremada e embalada em cápsulas de bala. Fitz chega ao apartamento de Olivia para oferecer seus pêsames, mas Olivia o afasta, dizendo que eles não são amigos. Glackland termina com Cyrus pensando que Charlie era o assassino contratado de Cyrus. Enquanto isso, os gladiadores se despedem de Quinn enquanto cada um deles diz algo sobre Quinn e depois dispara uma de suas balas no chão. Emocional e ainda bêbada, Olivia vai ao apartamento de Fitz e eles fazem sexo. David e Abby livram o apartamento de coisas de bebê de Charlie, onde encontram um flash drive escondido. Charlie chega à porta de Rowan para pedir para ser reintegrado como agente B613 quando ouve um bebê chorando. Ele corre para o segundo andar da casa de Rowan para encontrar uma menina, e então começa a sufocar Rowan. |              |                                  |                     |                                                 |                        |                     |
| 115 | 9            | "Good People"                    | Nzingha Stewart     | Shonda Rhimes, Jess Brownell & Nicholas Nardini | 25 de janeiro de 2018  | 5.19                |
| Este episódio é um flashback dos eventos que ocorreram do ponto de vista de Quinn desde o sequestro até o final do episódio 8, onde Charlie descobre a menina na casa de Rowan. Rowan vai a uma loja para comprar uma mala e faz um amigo em um dos funcionários, Marvin. Ele sequestra Quinn do elevador da QPA e a coloca no porão. Ele vai jantar com Olivia e diz que trocará Quinn pelos ossos de dinossauro, mas ela se recusa. Rowan vai até a loja e compra um berço, novamente conversando com Marvin. Eles se encontram em um pub onde jantam, e Marvin oferece a Rowan seu desconto de empregado. Enquanto isso, no porão, Quinn alucina que seus colegas estão conversando com ela. Rowan usa o desconto de funcionários de Marvin para comprar uma arma, registrando-a em nome de Marvin. Olivia chega na casa de Rowan e ele troca Quinn por seus ossos novamente; ao ouvir a disputa, Quinn também ouve Olivia escolher seu poder em vez de salvar Quinn. |              |                                  |                     |                                                 |                        |                     |
| 116 | 10           | "The People v. Olivia Pope"      | Kerry Washington    | Ameni Rozsa                                     | 1 de fevereiro de 2018 | 5.62                |
| Olivia, perturbada, passa a noite com Fitz e a leva a concordar em ir com ele para Vermont. Uma vez lá, ela descobre que seus amigos mais próximos também estão lá. Olivia é confrontada com seu papel na morte de Quinn e Rashad. Ela se tranca em um quarto, pois seus amigos fornecem evidências e raciocínio sobre por que ela deveria renunciar ao seu papel, oferecendo-lhe uma saída se ela concordar em desistir do B613. Olivia fornece uma declaração de demissão com uma única página de seu cargo de chefe de gabinete na Casa Branca e alude a Jake sendo colocado no controle do desligamento do B613. A equipe voa de volta para Washington e assiste ao resumo da noite na imprensa pela declaração formal de demissão de Olivia. |              |                                  |                     |                                                 |                        |                     |
| 117 | 11           | "Army of One"                    | Allison Liddi-Brown | Austin Guzman                                   | 8 de fevereiro de 2018 | 4.63                |
| Olivia confronta Mellie em sua decisão de nomear Jake como seu novo chefe de gabinete; Mellie diz a Olivia que ela deve renunciar ou ser demitida publicamente. A QPA ganha um novo cliente, um funcionário do governo sendo acusado de traição com entidades russas. A equipe descobre que ele está em um caso com a esposa de Jake após Olivia vazar as informações para a mídia. Cyrus dá a Mellie e Jake uma maneira de enquadrar Olivia e contar sua história para a mídia, mas apunhala-os novamente quando ele fornece a Olivia os documentos que comprovam o encobrimento da mídia da Presidente. Os papéis podem derrubar a presidência de Mellie e Liv vai advertir Mellie enquanto ela se prepara para a primeira mamografia presidencial. Quinn pechincha com Rowan por sua liberdade em troca de não ir atrás de Olivia. Olivia volta para casa, onde Quinn se mostra e a segura com uma arma. Olivia adverte Quinn de atiradores de elite e continuando a não acreditar na ameaça, Olivia leva um tiro no braço tentando proteger Quinn. Olivia faz seu discurso em uma conferência de imprensa, inicialmente planejando usar os arquivos de Cyrus, mas renunciando. Charlie, Quinn, Robin, Huck e Abby se reúnem.                                          |              |                                  |                     |                                                 |                        |                     |
| 118 | 12           | "Allow Me to Reintroduce Myself" | Tony Goldwyn        | Raamla Mohamed                                  | 1 de março de 2018     | 4.95                |
| Após ser demitida da Casa Branca, Olivia atua como professora convidada em uma universidade local. Annalise Keating, advogada de defesa, pede sua ajuda em sua ação coletiva. No início, Olivia rejeita a oferta devido à reputação questionável de Annalise, mas suaviza logo depois. A dupla entra em contato com Fitz para ganhar apoio. Enquanto isso, Mellie e Jake fazem o possível para adiar o caso pela QPA, se não sabotar o caso, vazando a razão pela qual Olivia perdeu seu cargo como Chefe de Gabinete. Com tudo parecendo chegar a um beco sem saída, Olivia e Annalise decidem trabalhar sozinhas sem qualquer ajuda da Casa Branca. Depois de assistir a uma entrevista na televisão de Olivia e Annalise, Quinn mudou de ideia, oferecendo a "sujeira" que ela tem sobre o juiz Spivey e levando-a a persuadir (possivelmente chantagear) o juiz a mudar seu voto. O processo de ação coletiva é adicionado à ordem do tribunal, para grande consternação de Mellie. Este episódio inicia um crossover que se conclui no episódio 13 da 4ª temporada de How to Get Away with Murder. |              |                                  |                     |                                                 |                        |                     |
| 119 | 13           | "Air Force Two"                  | Valerie Weiss       | Severiano Canales                               | 8 de março de 2018     | 4.67                |
| David e Cyrus estão em um avião para o Summit quando ele é hackeado. Uma das funcionárias da Casa Branca admite que seu laptop foi roubado e que ela acidentalmente trouxe o malware para o avião. Encontrando uma maneira de obter o Wi-Fi no avião, David envia uma mensagem para a QPA pedindo ajuda. Olivia visita Maya e tenta comemorar seu aniversário. Mellie se depara com a decisão de abater ou não o avião por protocolo. Ela está preocupada que Jake esteja agindo com base em seu ódio por Cyrus. Para o desgosto de Olivia, sua visita a Maya não a aproxima mais dela. Como presente de aniversário, Olivia tira Maya da cadeia e lhe dá um casaco e uma passagem de avião para a França, além de dinheiro suficiente para viver. A QPA descobre uma maneira de salvar o avião. Depois de descer do avião, David vai até Abby, que achou que ele iria fazer um pedido para ela. Ele então diz a ela que não, é porque a conhece e sabe que o casamento a deixaria infeliz. |              |                                  |                     |                                                 |                        |                     |
| 120 | 14           | "The List"                       | Greg Evans          | Jess Brownell & Juan Carlos Fernandez           | 15 de março de 2018    | 4.74                |
| Um homem aparece pedindo a Olivia para ajudá-lo a encontrar sua filha desaparecida, Alisha, que idolatra Olivia. Alisha é estagiária do congresso, que se viu em uma lista de estagiários que não dormiam com o congressista. Por causa de sua não colocação na lista, ela não conseguiria um emprego. Seu pai culpa Olivia por inspirá-la a trabalhar em D.C., acusando-a de dormir com homens poderosos até chegar ao topo. Olivia encontra a colega de casa de Alisha, que dormiu com um congressista, e conseguiu um emprego por causa disso. Olivia a convence a dar uma entrevista coletiva expondo o congressista responsável. À luz do caso de Olivia, Mellie planeja introduzir uma legislação que trata do assédio sexual. Jake expressa um interesse romântico em Mellie, mas ela o rejeita. Fitz pergunta a Olivia se ela acha que ele cruzou a linha quando eles se conheceram, e ela responde que os dois cruzaram a linha juntos. A QPA investiga quem sequestrou o avião, tentando encontrar evidências de que Cyrus é responsável. Mas quando Quinn descobre que Olivia foi quem pediu a Abby para investigar Cyrus, ela ordena à QPA que pare de investigar. O FBI prende Charlie pelo sequestro, levando a QPA a acreditar que ele está sendo acusado. |              |                                  |                     |                                                 |                        |                     |
| 121 | 15           | "The Noise"                      | Darby Stanchfield   | Raamla Mohamed & Jeremy Gordon                  | 29 de março de 2018    | 3.71                |
| Charlie é preso pelo FBI; Lonnie Mencken tenta convencê-lo a assinar uma confissão para enquadrar Mellie como a mentora por trás do sequestro do Força Aérea Dois - obtendo imunidade em troca de sua corporação - mas ele não colabora. A QPA, com a ajuda de Fitz, tenta acelerar uma solução para que Charlie seja solto. Cyrus tenta chantagear Quinn para convencer Charlie a assinar o acordo, mas Olivia acha que pode ser uma má ideia que possa destruir a presidência de Mellie. Quinn mais tarde recusa a oferta de Cyrus. Fitz tenta avisar Mellie sobre os planos de Cyrus, mas ela não acredita nele. Cyrus faz de Jake um aliado, prometendo uma posição, uma vez que ele assume a presidência. Jake consegue convencer Charlie a assinar a confissão, colocando Mellie no centro do escândalo, ameaçando prejudicar sua família. Mellie recebe uma intimação, percebendo que Cyrus deve tê-la emoldurado e pede ajuda a Jake para silenciar Cyrus, mas ele se recusa, confirmando sua lealdade a Cyrus. Mellie reinstala Olivia como comando e ordena que ela mate Cyrus. |              |                                  |                     |                                                 |                        |                     |
| 122 | 16           | "People Like Me"                 | Joe Morton          | Chris Van Dusen                                 | 5 de abril de 2018     | 3.83                |
| Olivia, ainda relutante em matar Cyrus, planeja convencer Cyrus a abandonar seus planos malignos contra Mellie ou matá-lo se o outro plano falhar. Huck, gravemente contra o primeiro plano, tenta convencer Olivia a usar outra alternativa. O escândalo coloca Mellie em tremendo estresse, com seu índice de aprovação caindo drasticamente. Abby e Quinn tentam encontrar o hacker para quem Cyrus está enviando informações - que é encontrado assassinado. Isso deixa Olivia com a opção de envenenar Cyrus com cianeto e um encobrimento perfeito para o assassinato. À beira de tomar um gole de vinho envenenado, Jake vem em socorro de Cyrus. Marcus tenta convencer Mellie a abordar os rumores de frente. Mais tarde, ela discursa em uma coletiva de imprensa que refuta as alegações de que ela havia participado do sequestro do Força Aérea Dois. Olivia visita o apartamento de Fitz e eles fazem sexo. Vanessa descobre que seu marido está em conflito com Cyrus; ele a mata depois disso. Cyrus e Jake reestruturam sua aliança. |              |                                  |                     |                                                 |                        |                     |
| 123 | 17           | "Standing in The Sun"            | Jann Turner         | Mark Fish & Matt Byrne                          | 12 de abril de 2018    | 4.15                |
| A tensão está aumentando no meio dos desenvolvimentos na missão de Cyrus e Jake de tomar a Casa Branca. Mellie é convocada para testemunhar o escandaloso sequestro do Força Aérea Dois. Inicialmente, ela nega qualquer envolvimento no sequestro, mas as informações sobre a morte do presidente Rashad a obrigam a chamar a quinta emenda. Desesperado, Jake tenta chantagear Olivia para jogar Mellie embaixo do ônibus - ela acaba expondo a existência do B613 a Lonnie Mencken. A QPA também parece ter chegado a um beco sem saída ao tentar descobrir o caminho para derrubar Jake e Cyrus, apenas para descobrir que eles acabarão se incriminando no processo. Sally Langston vem em seu auxílio revelando ao país, através de seu programa na televisão, a existência da organização secreta B613 - uma consequência que coloca em risco os planos de Cyrus e Jake. |              |                                  |                     |                                                 |                        |                     |
| 124 | 18           | "Over a Cliff"                   | Tom Verica          | Shonda Rhimes                                   | 19 de abril de 2018    | 5.46                |
| Devido à recente revelação da existência do B613, Olivia se reúne com Lonnie Mencken, que diz que garantirá uma audiência adequada no Senado se Mellie fizer do controle de armas sua primeira prioridade. Depois que Olivia concorda, ele se mata para garantir que a audiência ocorra, deixando David no comando. Na audiência do Senado, Olivia admite ter ordenado o assassinato de Rashad, Mellie e Fitz admitem que sabiam do B613, e Hollis admite fazer parte de uma fraude eleitoral. Todo mundo começa a lidar com a prisão iminente enquanto ajudam Quinn e Charlie para que eles possam se casar. Depois de não ter matado David, Jake diz a Cyrus que não vai mais receber suas ordens. Em sua missão de impugnar Mellie, Cyrus envenena David e o sufoca. A decisão foi adiada devido a uma nova testemunha: Rowan; ele admite ser o comando. Jake é preso por suas ações no B613. Um alcoólatra Cyrus renuncia como vice-presidente. Mellie aprova o projeto de lei sobre controle de armas. Duas meninas visitam a galeria onde há um retrato de Olivia, uma alusão de que ela havia se tornado presidente dos Estados Unidos. |              |                                  |                     |                                                 |                        |                     |

## Produção

### Desenvolvimento
Scandal foi renovada para a sétima temporada em 10 de fevereiro de 2017, juntamente com os outros dramas da ShondaLand. A série continuou a ser exibida às quintas-feiras, às 21h como as temporadas anteriores, mas, ao contrário da temporada anterior, que foi ao ar em janeiro, a sétima temporada estreou no outono de 2017. A ABC anunciou em 26 de junho de 2017 que a sétima temporada seria composta por 18 episódios.
O diretor de longa data, Tom Verica, compartilhou no Twitter que ele só dirigirá o final da série bem como o fato de Kerry Washington estar dirigindo seu primeiro episódio. A atriz Darby Stanchfield também dirigiu seu primeiro episódio.

### Decisão da temporada final
As especulações sobre a sétima temporada sendo a temporada final começaram quando a sexta temporada começou a ser exibida. A presidente de entretenimento da ABC, Channing Dungey, comentou em janeiro de 2017 que não havia muita discussão sobre o futuro do programa após a sétima temporada, mas ela ficaria feliz em continuar o programa enquanto Rhimes "sentir que tem pista criativa para escrever o programa". Andy Swift, da TVLine, disse que o programa precisava terminar após a sétima temporada, pois sentiu que "esse drama outrora ótimo está simplesmente girando suas rodas, servindo-nos os mesmos sabores antigos, com coberturas apenas ligeiramente diferentes". Antes do final da sexta temporada, várias fontes informaram que Scandal terminaria na próxima temporada. A ABC confirmou em 16 de maio de 2017 que a sétima temporada seria a temporada final do programa.  Shonda Rhimes divulgou uma declaração sobre o final do programa chamando a sétima temporada de 'Canção do cisne de Olivia" ("Olivia's Swan Song"), como ela disse:
| “ | Decidir como terminar um show é fácil. Decidir quando terminar é bastante simples quando a data final está a anos de distância. Mas, na verdade, continuando com isso? Na verdade, levantando-me para dizer: 'É isso?' Não muito. Então, no próximo ano vamos dar tudo de si. Não deixando nada em cima da mesa. Criando este mundo em comemoração. Vamos lidar com o fim da maneira que gostamos de lidar com as coisas importantes da nossa família Scandal: todos juntos, chapéus brancos, gladiadores correndo a toda velocidade por um penhasco. | ” |

### CrossovercomHow to Get Away with Murder
Em 3 de janeiro de 2018, Kerry Washington twittou uma foto para Viola Davis de si mesma em um ambiente "familiar", que era um tribunal usado para os casos de How to Get Away with Murder. Os fãs começaram a especular que um possível episódio de crossover estava em andamento, o que só foi aumentado quando Davis twittou uma foto em resposta, sendo ela no set do Salão Oval de Mellie Grant (Bellamy Young). Mais tarde naquele dia, o crossover foi oficialmente confirmado através de um tweet da criadora de Scandal, Shonda Rhimes.
O criador de How to Get Away with Murder, Peter Nowalk posteriormente compartilhou uma entrevista com o Deadline:
| “ | No início da temporada, eu e meus roteiristas estávamos planejando o arco inteiro de Viola e surgiu algo orgânico na história dela que era muito apropriado para Scandal. Quando fui para Shonda, ela ouviu. Eu disse, não precisamos fazer isso, o arco de Viola não precisa disso, mas é possível que suas histórias se cruzem realmente organicamente. Na verdade, ela pegou um trecho de algo de Scandal e o lado deles da história se uniu perfeitamente. Então foi uma daquelas coisas inesperadas em que nós dois percebemos que era bom para os dois personagens, e parecia que tínhamos planejado isso desde a última temporada. | ” |

### Casting
Em maio de 2017, o ator George Newbern, que teve aparições recorrentes desde o início do programa como Charlie, foi promovido ao elenco regular. Em Agosto, Jay Hernandez e Shaun Toub foram expressos em papéis recorrentes e não especificados.

## Recepção

### Resposta da crítica
O site agregador de críticas Rotten Tomatoes reportou uma classificação de aprovação de 91% com uma classificação média de 7,85/10, com base em 23 avaliações, recebendo o selo "certified fresh". O consenso crítico do site declara: "Com a aptidão que ajudou a mudar a face do drama serializado, Scandal conclui sua corrida de fogo com imprevisibilidade, coração e ênfase nos assuntos culturais."

### Audiência
| №  | Título                           | Exibição original      | Rating/share (18–49) | Audiência (em milhões) | DVR (18–49) | Audiência em DVR (milhões) | Total (18–49) | Audiência total (em milhões) |
| -- | -------------------------------- | ---------------------- | -------------------- | ---------------------- | ----------- | -------------------------- | ------------- | ---------------------------- |
| 1  | "Watch Me"                       | 5 de outubro 2017      | 1.4/5                | 5.52                   | 1.1         | 3.09                       | 2.5           | 8.61                         |
| 2  | "Pressing the Flesh"             | 12 de outubro de 2017  | 1.2/4                | 5.00                   | 1.1         | N/A                        | 2.3           | N/A                          |
| 3  | "Day 101"                        | 19 de outubro de 2017  | 1.1/4                | 4.70                   | 1.0         | 2.55                       | 2.1           | 7.25                         |
| 4  | "Lost Girls"                     | 26 de outubro de 2017  | 1.1/4                | 4.88                   | 0.9         | 2.54                       | 2.0           | 7.42                         |
| 5  | "Adventures in Babysitting"      | 2 de novembro de 2017  | 1.1/4                | 4.89                   | 1.0         | 2.61                       | 2.1           | 7.50                         |
| 6  | "Vampires and Bloodsuckers"      | 9 de novembro de 2017  | 1.1/4                | 5.00                   | 0.9         | 2.43                       | 2.0           | 7.43                         |
| 7  | "Something Borrowed"             | 16 de novembro de 2017 | 1.1/4                | 4.97                   | 0.9         | 2.49                       | 2.0           | 7.46                         |
| 8  | "Robin"                          | 18 de janeiro de 2018  | 1.2/5                | 5.17                   | 0.8         | 2.43                       | 2.1           | 7.60                         |
| 9  | "Good People"                    | 25 de janeiro de 2018  | 1.3/5                | 5.19                   | 0.8         | 2.33                       | 2.1           | 7.52                         |
| 10 | "The People vs. Olivia Pope"     | 1 de fevereiro de 2018 | 1.4/5                | 5.62                   | 0.9         | 2.40                       | 2.3           | 8.02                         |
| 11 | "Army of One"                    | 8 de fevereiro de 2018 | 1.1/4                | 4.64                   | 0.9         | 2.50                       | 2.0           | 7.14                         |
| 12 | "Allow Me to Reintroduce Myself" | 1 de março de 2018     | 1.2/5                | 4.95                   | 0.9         | 2.73                       | 2.1           | 7.70                         |
| 13 | "Air Force Two"                  | 8 de março de 2018     | 1.1/4                | 4.67                   | 0.8         | N/A                        | 1.9           | N/A                          |
| 14 | "The List"                       | 15 de março de 2018    | 1.1/4                | 4.74                   | 0.9         | 2.43                       | 2.0           | 7.17                         |
| 15 | "The Noise"                      | 29 de março de 2018    | 0.8/3                | 3.71                   | 0.9         | 2.65                       | 1.7           | 6.36                         |
| 16 | "People Like Me"                 | 5 de abril de 2018     | 0.9/4                | 3.83                   | 0.9         | 2.62                       | 1.8           | 6.45                         |
| 17 | "Standing in the Sun"            | 12 de abril de 2018    | 0.9/4                | 4.15                   | 0.9         | 2.66                       | 1.8           | 6.82                         |
| 18 | "Over a Cliff"                   | 19 de abril de 2018    | 1.3/5                | 5.46                   | 0.8         | 2.65                       | 2.1           | 8.11                         |

### Prêmios e indicações
| Ceremônia              | Categoria                                 | Indicado                                           | Resulto  | Ref.   |
| ---------------------- | ----------------------------------------- | -------------------------------------------------- | -------- | ------ |
| People's Choice Awards | Programa dramático de 2018                | Scandal                                            | Indicado | [ 58 ] |
| People's Choice Awards | Estrela de programa dramático de 2018     | Kerry Washington                                   | Indicado | [ 58 ] |
| People's Choice Awards | Estrela de TV feminina de 2018            | Kerry Washington                                   | Indicado | [ 58 ] |
| People's Choice Awards | Estrela de TV masculina de 2018           | Scott Foley                                        | Indicado | [ 58 ] |
| People's Choice Awards | Estrela de TV masculina de 2018           | Tony Goldwyn                                       | Indicado | [ 58 ] |
| Primetime Emmy Awards  | Melhor atriz convidada em série dramática | Viola Davis (por "Allow Me to Reintroduce Myself") | Indicado | [ 59 ] |

## Lançamento em DVD
| The Complete Sixth & Seventh Seasons - The Final Two Seasons                                                   | | |                                                                                                   |                                                                                                   |                                                                                                   |
| Detalhes do DVD                                                                                                | Detalhes do DVD                                                                                                | Detalhes do DVD                                                                                                | Características Especiais                                                                         | Características Especiais                                                                         | Características Especiais                                                                         |
| - 34 Episódios - 2 Discos - Áudio em Inglês (Dolby Digital 5.1 Surround) - Legendas: francês, espanhol, inglês | - 34 Episódios - 2 Discos - Áudio em Inglês (Dolby Digital 5.1 Surround) - Legendas: francês, espanhol, inglês | - 34 Episódios - 2 Discos - Áudio em Inglês (Dolby Digital 5.1 Surround) - Legendas: francês, espanhol, inglês | - Cenas deletadas da sexta temporada - Episódios estendidos: "Transfer of Power" e "Over a Cliff" | - Cenas deletadas da sexta temporada - Episódios estendidos: "Transfer of Power" e "Over a Cliff" | - Cenas deletadas da sexta temporada - Episódios estendidos: "Transfer of Power" e "Over a Cliff" |
| Datas de lançamento                                                                                            | | |                                                                                                   |                                                                                                   |                                                                                                   |
| Região 1 | Região 1 | Região 2 | Região 2                                                                                          | Região 4                                                                                          | Região 4                                                                                          |
| 28 de agosto de 2018                                                                                           | | |                                                                                                   |                                                                                                   |                                                                                                   |